# World Grand Prix 2002
Il X World Grand Prix di pallavolo femminile si è svolto dal 12 luglio al 4 agosto 2002. Dopo la fase a gironi che si è giocata dal 12 al 28 luglio, la fase finale, a cui si sono qualificate le prime quattro squadre nazionali classificate nella fase a gironi, si è svolta dal 1º al 4 agosto ad Hong Kong. La vittoria finale è andata per la terza volta alla Russia.

## Squadre partecipanti

### Asia
- Cina
- Giappone
- Thailandia

### Europa
- Germania
- Russia

### America
- Brasile
- Cuba
- Stati Uniti

## Fase a gironi

### Primo week-end
| Gruppo A                                         | Gruppo B                                   |
| ------------------------------------------------ | ------------------------------------------ |
| Sede: Tokyo Brasile Germania Giappone Thailandia | Sede: Chengdu Cina Cuba Russia Stati Uniti |

### Secondo week-end
| Gruppo C                                      | Gruppo D                                                 |
| --------------------------------------------- | -------------------------------------------------------- |
| Sede: Manila Brasile Germania Giappone Russia | Sede: Nakhon Ratchasima Cina Cuba Stati Uniti Thailandia |

### Terzo week-end
| Gruppo E                                     | Gruppo F                                      |
| -------------------------------------------- | --------------------------------------------- |
| Sede: Macao Brasile Cina Germania Thailandia | Sede: Miaoli Cuba Giappone Russia Stati Uniti |

## Podio

### Campione
Formazione: 1 Tat'jana Gorškova, 2 Natal'ja Morozova, 3 Anastasija Belikova, 4 Aleksandra Sorokina, 5 Ljubov' Sokolova, 6 Elena Godina, 7 Natal'ja Safronova, 8 Evgenija Artamonova, 9 Elizaveta Tiščenko, 10 Elena Vasilevskaja, 11 Ekaterina Gamova, 12 Tat'jana Gračëva, 13 Elena Konstantinova, 14 Elena Plotnikova, 15 Anžela Gur'eva, 16 Kira Iakimova, 17 Ol'ga Čukanova, 18 Anna Artamonova, CT: Nikolaj Karpol'

### Secondo posto
Formazione: 1 Zhang Jing, 2 Feng Kun, 3 Yang Hao, 4 Liu Yanan, 5 Wu Yongmei, 6 Li Shan, 7 Zhou Suhong, 8 Zhao Ruirui, 9 Zhang Yuehong, 10 Chen Jing, 11 He Qing, 12 Song Nina, 13 Li Ying, 14 Lin Hanying, 15 Xiong Zi, 16 Dong Lingou, 17 Li Juan, 18 Zhang Ping, CT: Chen Zhonghe

### Terzo posto
Formazione: 1 Hanka Pachale, 2 Beatrice Doemeland, 3 Tanja Hart, 4 Kerstin Tzscherlich, 5 Sylvia Roll, 6 Julia Schlecht, 7 Ulrike Jurk, 8 Adina Hinze, 9 Christina Benecke, 10 Jana Müller, 11 Christina Schultz, 12 Olessya Kulakova, 13 Atika Bouagaa, 14 Kathy Radzuweit, 15 Angelina Grün, 16 Judith Sylvester, 17 Birgit Thumm, 18 Verena Veh, CT: Hee Wan Lee

## Classifica finale
| Classifica | Squadre     |
| ---------- | ----------- |
|            | Russia      |
|            | Cina        |
|            | Germania    |
| 4          | Brasile     |
| 5          | Giappone    |
| 6          | Stati Uniti |
| 7          | Cuba        |
| 8          | Thailandia  |